# Saint-Sauveur (België)
Saint-Sauveur is een dorp in de Belgische provincie Henegouwen, en een deelgemeente van de Waalse gemeente Frasnes-lez-Anvaing.

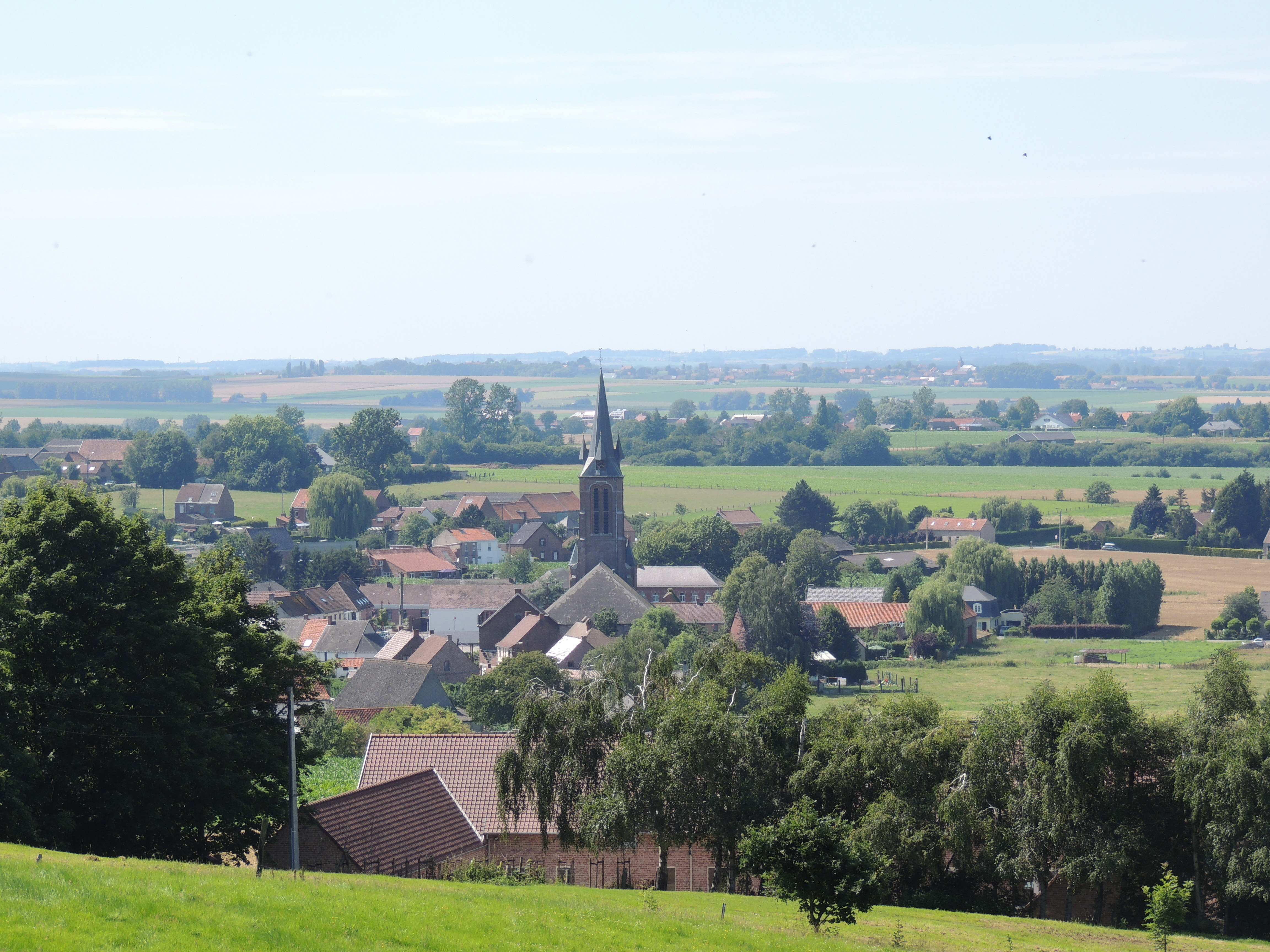
Zicht op Saint-Sauveur

Op het grondgebied van Saint-Sauveur liggen nog verschillende gehuchtjes en wijken, waaronder Aulnoit, Brun Culot, Croix ou Pile, Chapelle Planchon en Durenne.

## Geschiedenis
Saint-Sauveur was een zelfstandige gemeente, tot die bij de gemeentelijke herindeling van 1977 toegevoegd werd aan de gemeente Frasnes-lez-Anvaing.

## Bezienswaardigheden
- De Sint-Salvatorkerk (Église Saint-Sauveur) is een bakstenen neoromaans bouwwerk van 1880-1884. Het nog zichtbare koor van deze kerk is het laatste overblijfsel van de benedictijnenabdij van Bonmoutier, gesticht in de 7de eeuw en verhuisd naar Saint Sauveur in 1010. Het heeft een prachtig bas-reliëf (Historisch Monument). Er is een renaissance-preekstoel uit begin 17e eeuw en een doopvont met een romaanse trommel (12e-13e eeuw) en een gotisch bassin.
- Een 17e-eeuwse kapel waarvan de voorgevel in 1924 werd herbouwd na oorlogsschade in 1918.
- Het Château du Pavillon, vanouds een zetel van de heren, stamt tegenwoordig voornamelijk uit 1753 en 1855.
- De Moulin Valentin, een standerdmolen zonder wiekenkruis van 1902, in 1952 vanuit Lahamaide overgebracht.
- De Moulin Dupont, een folly die in 1971 werd gebouwd.

## Natuur en landschap
Saint-Sauveur ligt aan de westrand van het Pays des Collines op een hoogte van 46 meter. In het zuiden en oosten ligt een heuvelrug die tot 135 meter reikt (Beau Site).

## Demografische ontwikkeling
- Bronnen:NIS, Opm:1831 tot en met 1970=volkstellingen, 1976= inwoneraantal op 31 december

## Nabijgelegen kernen
Dergneau, Anvaing, Ellignies-lez-Frasnes, Elzele, Ronse